# Complex Esportiu d'Unbe
El Complex Esportiu d'Unbe (basc: Unbe Kirol Konplexua) és un complex esportiu d'Eibar, Guipúscoa, País Basc. És la seu de l'equip femení de futbol de la Primera Federació SD Eibar i va ser el camp d'entrenament del club de la Lliga SD Eibar fins al 2014. Va ser inaugurat el 1997.
Ocupant una superfície de 55.000 m2, el recinte està situat als afores sud de la població d'Eibar.

## Instal·lacions
- L'Estadi Central del complex esportiu amb una capacitat de 1.000 seients. És l'estadi de l'equip de futbol femení de Primera Divisió SD Eibar, de l'equip de Tercera Divisió CD Vitoria –l'equip granja de la SD Eibar– i de l'equip de rugbi de la Divisió d'Honor B Eibar RT. Va ser l'estadi local de la SD Eibar B, l'equip reserva de la SD Eibar, fins que aquest equip es va dissoldre.
- Una pista d'atletisme de vuit carrils.
- 2 camps artificials.
- 2 pistes de pàdel i una pista de tennis.
- Centre de serveis amb gimnàs.